# 스즈키 가이토
스즈키 가이토(일본어: 鈴木 海音, 2002년 8월 25일~)는 일본의 축구 선수이다.

## 구단 경력
2020년 J2리그의 주빌로 이와타에 입단하였다. 2022년 도치기 SC에서 뛰었다. 2025년 도쿄 베르디로 이적했다.

## 국가대표팀 경력
그는 2019년 FIFA U-17 월드컵에 참가할 일본 U-17 국가대표팀에 발탁되었으며, 4경기에 출전했다.
2022년과 2024년 AFC U-23 아시안컵에도 출전, 2024년 아시안컵 우승에 기여했다. 2024년 하계 올림픽에도 출전했다.